# Лодыженский, Александр Александрович (1886)
Александр Александрович Лодыженский (13 апреля 1886, имение Уварово Зубцовского уезда Тверской губернии — 4 августа 1976, Париж) — русский государственный деятель.

## Биография
Сын А. А. Лодыженского. Окончил Императорское училище правоведения. Проходил военную службу вольноопределяющимся в гвардейском кавалерийском полку.
С мая 1910 г. на службе в Государственной канцелярии в должности делопроизводителя.
В октябре 1914, при образовании в Ставке Верховного главнокомандующего Канцелярии по гражданскому управлению, командирован в Ставку и занял в канцелярии должность делопроизводителя VI класса. 25 мая 1915 назначен и. о. начальника канцелярии, а 25 сентября назначен начальником канцелярии. Оставался на этой должности до 10 сентября 1917 года, когда был уволен приказом Керенского в связи с обвинением в участии в корниловском выступлении.
Во время Гражданской войны присоединился к Добровольческой армии. В начале 1918 был негласным представителем Добровольческой армии в Москве. С октября 1918 помощник управляющего делами Особого совещания. 20 мая 1920 года приказом Врангеля назначен губернатором Таврической губернии. На этом посту оставался до эвакуации Белой армии из Крыма.
В эмиграции жил во Франции, работал шофером такси. Оставил мемуары.
Скончался 4 августа 1976 года в Париже. Похоронен на Кладбище Сент-Женевьев-де-Буа.

## Семья
А. А. Лодыженский женился на своей кузине Марии Дмитриевне фон Вилькен (4.01.1883—4.09.1958, Париж, Франция), дочери сенатора Дмитрия Рудольфовича фон Вилькена (1853—1920) и Ольги Фёдоровны Саловой (1863—1931), родной сестры своей матери. В браке было 3 детей:
- Ольга (20.09.1912, Санкт-Петербург, — 8.01.1990, Париж) — замужем за эмигрантом из России Николаем Иосифовичем де Фария и Каштру (20.09.1905 — 5.11.1964, Нью-Йорк), внуком выходца из Португалии Хосе Карлоса де Фария и Кастро (1835—1910).
- Марина (3.12.1914[1], Петроград, — 2000, Париж) — в замужестве Романова
- Алексей (1916, СПб,— 1997, Париж) — женат с 1947 года на графине Марии Петровне Бобринской (1926, Париж, — 20.07.2013, Париж), дочери литератора гр. Петра Андреевича Бобринского.

## Сочинения
- Воспоминания — Париж, 1984. — 146 с.[2]